# William Henry Pickering
William Henry Pickering (* 15. Februar 1858 in Boston; † 17. Januar 1938 in Mandeville, Jamaika) war ein US-amerikanischer Astronom.

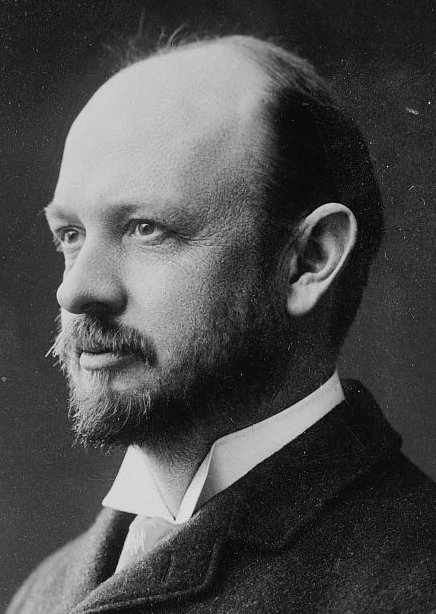
William Henry Pickering

Er widmete sich hauptsächlich den Planeten und Monden des Sonnensystems – ganz anders als sein Bruder Edward Charles Pickering (1846–1919) an der Harvard University, der durch die Erforschung veränderlicher Sterne bekannt wurde.
1883 wurde Pickering in die American Academy of Arts and Sciences gewählt.
1891 baute er mit seinem Bruder in Arequipa, Peru, eine Sternwarte. 1894 baute er eine weitere für Percival Lowell in Flagstaff, Arizona – die bald berühmt gewordene Lowell-Sternwarte. In Peru entdeckte er 1898 fotografisch Phoebe, den neunten Mond des Saturns, und erkannte dessen rückläufige Umlaufbewegung um den Planeten. 1905 gab er die Entdeckung eines zehnten Saturnmondes bekannt, den er „Themis“ nannte. Dieser stellte sich aber später als nicht existent heraus.
William Pickering analysierte Bahnstörungen des Neptuns, da er einen außerhalb kreisenden Transneptun vermutete, und sagte 1919 dessen Existenz mit Positionsangabe voraus. Damit trug er gewissermaßen zur Entdeckung von „Planet X“ (Pluto) bei.
Weitere Forschungsthemen Pickerings waren Formationen und Krateranalysen des Erdmondes, Fotometrie, Meteorschwärme und die chemische Zusammensetzung von Meteoriten. Außerdem führte er eine zehnteilige Skala zur Bewertung der Luftunruhe ein („Pickering-Skala“).
Bekannte Bücher von ihm sind The Moon (1903) und Mars (1921). 1909 erhielt er den Jules-Janssen-Preis.
Der Mondkrater Pickering ist nach ihm und seinem Bruder Edward Charles Pickering benannt, ebenso der Asteroid (784) Pickeringia. Der Marskrater Pickering ist nach den Brüdern und dem neuseeländischen Raketeningenieur William Hayward Pickering benannt. William Henry Pickering ist dagegen alleiniger Namensgeber für die Pickering-Nunatakker auf der Alexander-I.-Insel in der Antarktis.